# One Shot Disco Volume 2
One Shot Disco Volume 2 - The Definitive Discollection è la seconda raccolta di musica dance degli anni '70, pubblicata in Italia dalla Universal su CD (catalogo 314 5 41142 2) e cassetta (314 5 41142 4) nel 2000, appartenente alla serie One Shot Disco della collana One Shot.
Raggiunge la posizione numero 13 nella classifica degli album in Italia, risultando il 168° più venduto durante il 2000.

## I brani
- High Steppin', Hip Dressin' Fella (You Got It Together)
Singolo e brano dall'album Love Is Back del 1979 cantato dal trio femminile delle Love Unlimited (Glodean James, sua sorella Linda James e la cugina Diane Taylor), già parte vocale della Love Unlimited Orchestra (40 elementi), creata dal musicista statunitense Barry White che è anche tra gli autori e compositori del pezzo.
- Souvenirs
Singolo e brano dell'album Fly Away del 1979 del gruppo francese Voyage composto da André Charles 'Slim' Pezin (chitarra, voce), Marc Chantereau (tastiera elettronica, voce), Pierre-Alain Dahan (batteria, voce), Sauveur Mallia (basso elettrico) e della solista inglese Sylvia Mason-James.
- The Hustle
Singolo e brano dell'album Disco Baby del 1975 del musicista statunitense Van McCoy e della sua Soul City Symphony orchestra comprendente anche un trio vocale (Faith, Hope and Charity).

## Tracce
Il primo è l'anno di pubblicazione del singolo, il secondo quello dell'album; altrimenti coincidono.

### CD 1
1. MFSB – TSOP (The Sound of Philadelphia) (instrumental, maxi single version) – 5:47 (musica: Kenneth Gamble, Leon Huff) – 1974
2. Barry White – You're the First, the Last, My Everything (single version) – 3:23 (Barry White, Anthony Sepe, Peter Sterling Radcliffe) – 1974
3. Donna Summer – Bad Girls (album version) – 4:55 (Donna Summer, Bruce Sudano, Joe Esposito, Edward 'Eddie' Hokenson) – 1979
4. Village People – Macho Man (album version) – 5:11 (testo: Victor Willis – musica: Jacques Morali, Henri Belolo, Peter Whitehead) – 1978
5. Peter Jacques Band – Walking on Music – 4:07 (testo: Alan Taylor – musica: Mauro Malavasi) – 1978
6. Electric Light Orchestra – Last Train to London – 4:31 (Jeff Lynne) – 1979
7. Love Unlimited – High Steppin', Hip Dressin' Fella (You Got It Together) – 5:29 (Paul Politi, Barry White, Frank Wilson) – 1979
8. Boney M. – Daddy Cool – 3:26 (testo: George Reyam – musica: Frank Farian) – 1976
9. KC and the Sunshine Band – Get Down Tonight (album version) – 5:14 (KC = Harry Wayne Casey) – 1975
10. The Emotions – Best of My Love – 3:38 (Maurice White, Al McKay) – 1977
11. Gino Soccio – Dancer – 3:31 (Gino Soccio) – 1979
12. Voyage – Souvenirs (album version) – 6:19 (Marc Chantereau, Pierre-Alain Dahan, André Charles 'Slim' Pezin) – 1978
13. The Rubettes – Sugar Baby Love – 3:28 (Wayne Bickertown, Tony Waddington) – 1974
14. Two Man Sound – Disco samba (medley, maxi single original version) – 7:00 (artisti vari) – 1976, 1977

Durata totale: 65:59

### CD 2
1. Van McCoy, The Soul City Symphony – The Hustle – 4:02 (Van McCoy) – 1975
2. Kool & the Gang – Celebration (album version) – 4:55 (Kool & the Gang) – 1980
3. ABBA – Dancing Queen – 3:49 (Benny Andersson, Björn Ulvaeus, Stig Anderson) – 1976
4. Telex – Moscow Discow (single version) – 3:49 (Marc Moulin, Dan Lacksman, Michel Moers) – 1979
5. Diana Ross – I'm Coming Out – 5:23 (Bernard Edwards, Nile Rodgers) – 1980
6. Thelma Houston – Don't Leave Me This Way (album version) – 5:40 (Kenny Gamble, Leon Huff, Cary Gilbert) – 1976
7. Sparks – Beat The Clock (single version) – 3:52 (Ron Mael, Russel Mael) – 1979
8. George McCrae – Rock Your Baby (album version) – 6:22 (KC = Harry Wayne Casey, Richard  Finch) – 1974
9. Alicia Bridges – I Love the Nightlife (Disco 'Round) – 5:32 (Alicia Bridges, Susan Hutcheson) – 1978
10. Amanda Lear – Tomorrow – 4:08 (testo: Amanda Lear – musica: Rainer Pietsch) – 1977
11. Shalamar – The Second Time Around – 3:40 (Leon Sylvers III, William Shelby) – 1979
12. Baccara – Yes Sir, I Can Boogie (album version) – 4:33 (testo: Frank Dostal – musica: Rolf Soja) – 1977
13. The Ritchie Family – The Best Disco In Town (album version) – 6:35 (Jacques Morali, Ritchie Rome, Henri Belolo, Phil Hurtt) – 1976

Durata totale: 62:20